# فكتور ماير
فيكتور ماير (بالألمانية: Victor Meyer )‏ (8 سبتمبر 1848- 8 أغسطس 1897)، كيميائي ألماني، ومساهم كبير في الكيمياء العضوية واللاعضوية. اشتهر باختراع جهاز لتحديد كثافات البخار، وجهاز فيكتور ماير، واكتشاف الثيوفين، وهو مركب غير متجانس. يُشار إليه أحيانًا باسم فيكتور ماير، وهو اسم استُخدم في بعض منشوراته.

## النشأة
ولد فيكتور ماير في برلين عام 1848، وكان والده التاجر والعامل في طباعة القطن جاك ماير ووالدته بيرثا. كان والداه يهوديّين، على الرغم من أنه لم ينشأ بصورة نشطة في ظل العقيدة اليهودية، وأُدخل لاحقًا في جماعة يهودية إصلاحية. تزوج من امرأة مسيحية، هيدويغ ديفيدسون، وربى أطفاله على هذا النحو. دخل صالة الألعاب الرياضية في سن العاشرة في نفس الفصل مع أخيه ريتشارد الأكبر منه بعامين. استندت رغبته في أن يصبح ممثلًا إلى حبه للشعر، على الرغم من أنه تمتع بمهارات علمية ممتازة. انجذب للكيمياء، عندما زار أخاه ريتشارد، الذي كان يدرس الكيمياء في جامعة هايدلبرغ.
بدأ ماير بدراسة الكيمياء في جامعة برلين في عام 1865 قبل أن يتم السابعة عشر بعد أن دفعه والداه، في نفس العام الذي خلف فيه أوغست فيلهلم فون هوفمان، إيلهارد ميتشيرلك كرئيس لقسم الكيمياء. ذهب ماير إلى هايدلبرغ للعمل تحت إشراف روبرت بنزن بعد فصل دراسي واحد، حيث سمع أيضًا محاضرات عن الكيمياء العضوية من قبل إميل إرلنماير. حصل ماير على شهادة الدكتوراه في عام 1867، في سن التاسعة عشرة، نظرًا إلى عدم وجود حاجة إلى إجراء بحث تحت إشراف بنسن في ذلك الوقت. فتح ذلك الباب لمهنة ناجحة جدًا، أصبح فيها أحد أهم الكيميائيين في عصره.[بحاجة لمصدر]

## عمله
بقي ماير سنة واحدة مع بنسن لإجراء تحليل واسع النطاق لمياه الينابيع. كان بالإضافة لذلك قادرًا على تدريس بعض طلاب الدكتوراه. انضم في برلين إلى مجموعة أدولف بايير، والذي أصبح أحد أفضل أصدقائه فيما بعد، وواجه مشكلة تركيب الكافور من بين مشاكل أخرى.
أُشرك ماير بواسطة فهلنغ في كلية العلوم التطبيقية في جامعة شتوتغارت كمساعد له، عندما كان في سن الثالثة والعشرين بناءً على توصية بايير، ولكنه غادر في غضون عام ليخلف يوهانس فيسلايسنس في زيورخ. بقي هناك لمدة ثلاثة عشر عامًا، وابتكر خلال هذه الفترة طريقته المعروفة لتحديد كثافات البخار، وقام بتجاربه على تفكك الهالوجينات. تعهد في عام 1882 عند وفاة فيلهلم ويث (1844-1881)، أستاذ الكيمياء في جامعة زيورخ، بمواصلة المحاضرات حول مشتقات البنزين، وقاده ذلك إلى اكتشاف مادة الثيوفين.
اختير في عام 1885 ليخلف هانس هوبنر (1837-1884) في أستاذية قسم الكيمياء في جامعة غوتينغن، إذ استحوذت المسائل الستيريوكيميائية على اهتمامه، وعُيّن رئيسًا لقسم الكيمياء في جامعة هايدلبرغ في عام 1889، عند استقالة أستاذه القديم بنسن. توفي في 8 أغسطس عام 1897.

## الصحة والانتحار
اتسمت الحالة النفسية لماير بالإرهاق والإجهاد، ما أدى إلى العديد من الانهيارات العصبية الثانوية والكبيرة خلال السنوات الأخيرة من حياته. فشل دائمًا في التعافي بشكل كلي، واستمر في العمل على الرغم من ذلك. أخذ حبوبًا للنوم، لكنها سببت ضررًا لنظامه العصبي. قرر ماير الانتحار في إحدى حالات الاكتئاب التي مر بها، وانتحر عن طريق تناول السيانيد. توفي عن عمر 48 عامًا خلال ليلة 7-8 أغسطس عام 1897 في هايدلبرغ.

## روابط خارجية
- فكتور ماير على موقع الموسوعة البريطانية (الإنجليزية)